# Giulio Negroni
Giulio Negroni, né en 1553 à Gênes et mort le 17 janvier 1625 à Milan, est un jésuite et homme de lettres italien.

## Biographie
Né à Gênes en 1553, Giulio Negroni entra dans la Compagnie de Jésus à l’âge de dix-huit ans et y fit en 1591 la profession des quatre vœux. Après avoir enseigné avec distinction la rhétorique, la philosophie et la théologie, il fut successivement préfet des études au collège de Milan, recteur des collèges de Vérone, de Crémone et de Gênes, supérieur de la maison professe de Gênes, puis trois fois de celle de Milan, où il mourut le 17 janvier 1625. Il fut membre de l'Accademia Partenia de Rome, dont il fut recteur en 1594.

## Œuvres

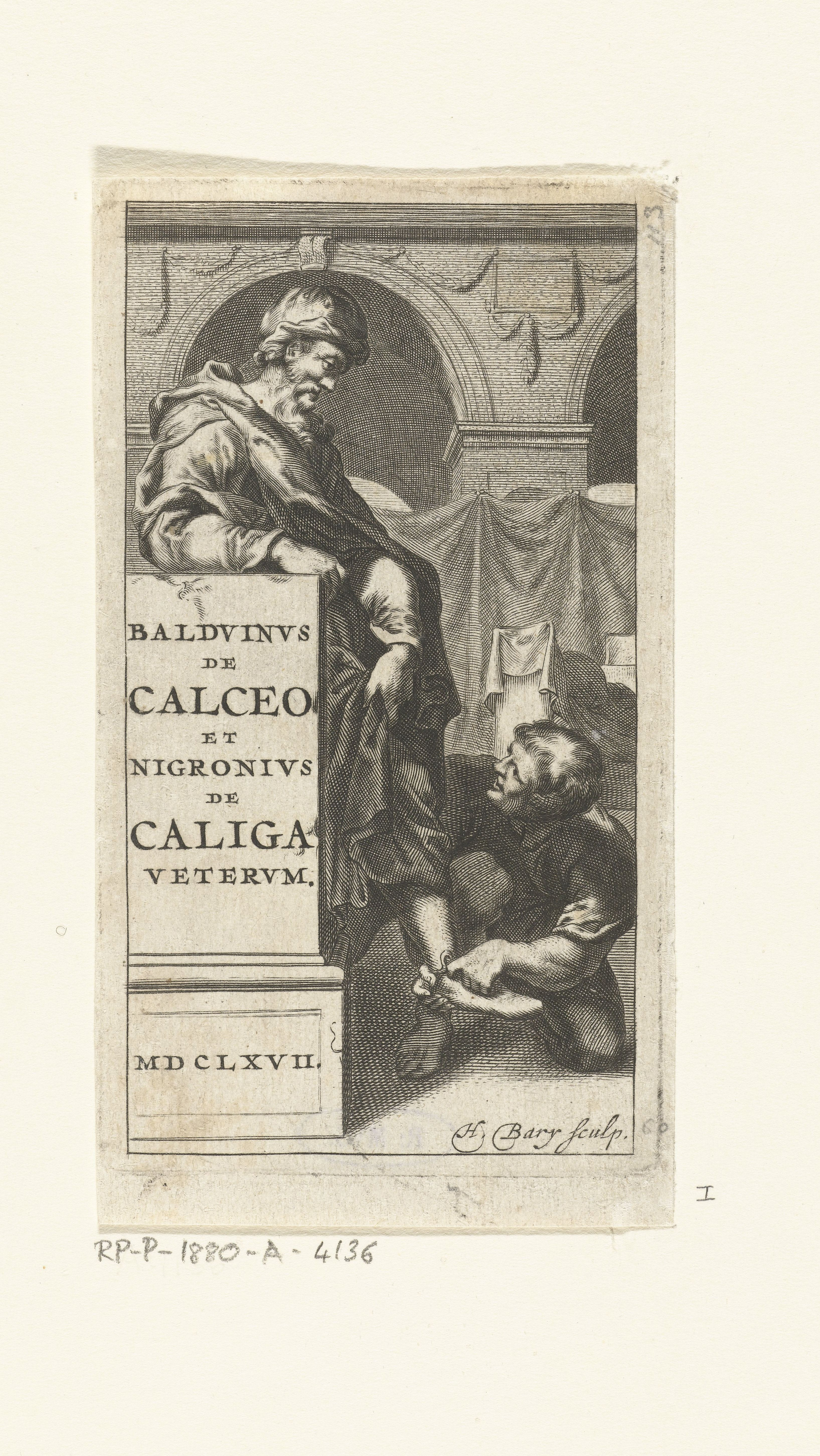
Benoît Baudouin, Calceus antiquus et mysticus; Giulio Negroni, De caliga veterum. Amstelodami, sumpt. A. Frisii, 1667

- Deux discours en l’honneur du B. Charles, cardinal Borromée : l’un prononcé à Milan le 3 novembre 1602 ; l’autre prononcé à Gênes devant le Sénat.
- Sur la manière de bien gouverner l’État, Milan, 1610, in-4°. Cet écrit et les deux discours qui précèdent sont en italien.
- Orationes XXV, Milan, 1608, in-4° ; Mayence, 1610, in-8° ;
- Regulæ communes Societatis Jesu, commentariis asceticis illustratæ, Milan, 1613, 1616 ; Cologne, 1617, in-4° ;
- Dissertatio subseciva de caliga veterum, Dillingen, 1621 , in-8°. C’est une troisième édition revue par l’auteur. On y trouve des détails curieux sur la chaussure que les anciens appelaient caliga et d’où l’empereur Caïus prit son surnom de Caligula. Vers la même époque, Benoît Baudouin, recteur du collège de Troyes, avait publié à Paris une dissertation analogue intitulée Calceus antiquus et mysticus. Ces deux opuscules furent réunis et imprimés ensemble plusieurs fois, notamment à Amsterdam, 1667, in-12 ; et à Leipzig, 1733, in-12.
- Dissertatio moralis de librorum amatoriorum lectione junioribus maxime vitanda, Milan, 1622 ; Cologne, 1630, in-12 ;
- Tractatus ascetici, Cologne, 1624, in-4°. Ces traités, au nombre de dix-sept, avaient d’abord paru séparément. 8° Historica dissertatio de S. Ignatio, Societatis Jesu fundatore, et B. Cajetano Thiæneo, institutore ordinis clericorum regularium, ouvrage posthume, Cologne, 1630, in-4° ; Naples, 1631. Sous l’anagramme de Livius Noringius, Giulio Negroni avait publié : Dissertatio de Aulæ et Aulicismi fuga, réimprimé à Milan, 1626, et sous le pseudonyme de Panfilio Landi : Les emblèmes de l’académie parthènienne du collège romain de la Société de Jésus, avec une explication, en italien, dont Southwell (Bibl. Soc. Jesu, p. 535) cite une édition de Rome, 1694, in-4°. Negroni laissa en manuscrit : De mendicitate domorum professarum Societatis Jesu.